# Strumigenys scelesta
Strumigenys scelesta är en myrart som beskrevs av Mann 1921. Strumigenys scelesta ingår i släktet Strumigenys och familjen myror. Inga underarter finns listade i Catalogue of Life.